# 青島 (愛媛縣)
青島（日语：／ Aoshima）是一處位於日本瀨戶內海（伊予灘）海上的的一座島嶼，隸屬愛媛縣大洲市（舊喜多郡長濱町）。

## 概要
青島位於長濱港外海13.5公里處，是一座有人居住的島嶼。島上平地稀少，僅有少量平地聚集著民宅。陡峭斜坡上也建有房屋，但廢棄屋舍眾多。曾經廢校的小學和中學校舍也位於山丘上。
原本是無人島，1617年成為大洲藩的馬匹牧場，當時被稱為「馬島」。寬永年間發現這裡是捕撈鰯的良好漁場，1639年來自播州坂越村（現今兵庫縣赤穗市坂越）的漁夫與七郎（後改名為赤城九郎左衛門）率領家族共16戶移居至此。由於島上多為陡坡且平地有限，農業難以發展，因此產業中心至今仍以一竿釣及建網等漁業為主。其中羊栖菜捕撈最為興盛，羊栖菜也成為青島的特產。
島上人口在1942年達到最盛期的889人，此後持續減少，1955年時為834人，1984年時降至102人（當時25歲以下人口已全數消失），2012年僅剩16人，2015年6月底仍為16人，2018年10月時僅剩9人，2019年2月時僅剩3戶6人。家庭數量則在1960年達到最高的135戶，但根據2010年國勢調查，當時人口僅剩19人、家庭數14戶。
截至2024年12月，島上人口僅剩4人。
每年8月，島上都會舉辦被指定為愛媛縣無形民俗文化財的「青島盂蘭盆舞」，但由於島民日益高齡化以及返鄉人數減少，2014年停辦。翌年在對岸居民的支持下活動得以復辦。
島上並沒有交通工具。沒有住宿設施、餐廳、商店及自動販賣機。診療所已於2020年3月廢止。電力由海底電纜供應，飲用水則透過定期航行的客船運送。
目前島內不僅空屋顯著增加，還有部分地區因颱風等自然災害或老舊建築物損毀，建材散落四處，導致限制進入的區域持續增加。此外，該島未來亦存成無人島的可能性。。

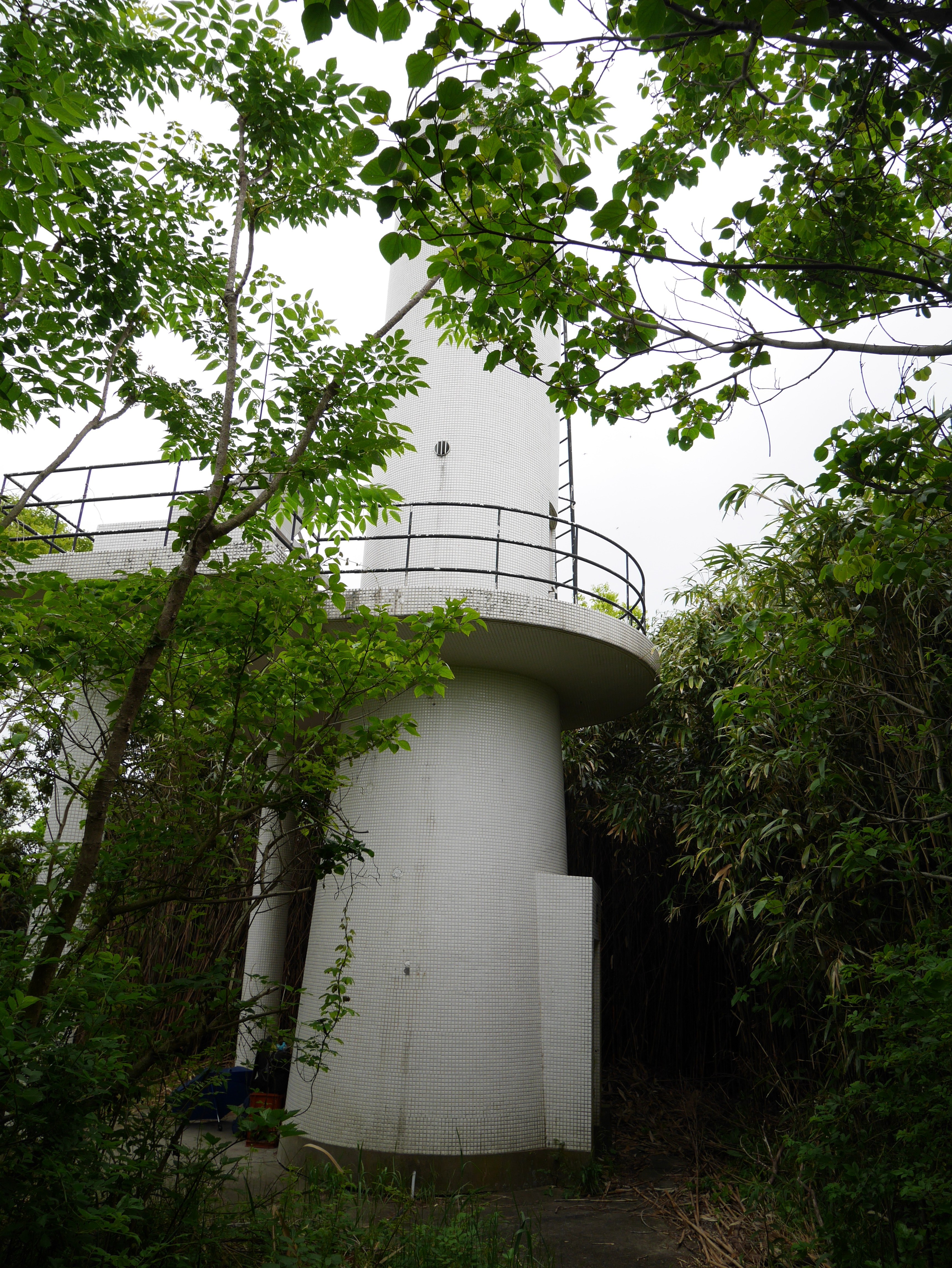
青島燈塔。距離聚落步行約20分鐘。

## 學校
島上青島神社上方曾有小學及中學，但如今皆已廢校。其中，小學的建築在廢校後曾作為公民館，後來又曾用作簡易旅館。
- 長濱町立長濱小學校青島分校（1976年廢校）
- 長濱町立青島中學校（1966年併入長濱中學校）

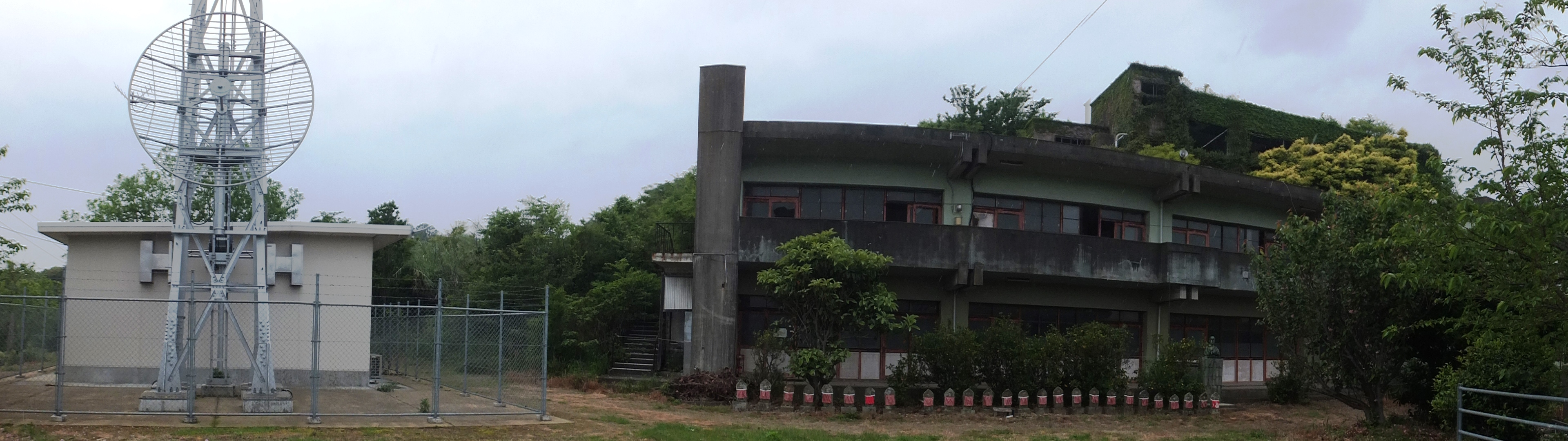
小學及中學遺址。前方為小學遺址，後方被藤蔓覆蓋的建築為中學遺址。

## 貓之島
截至2013年，青島上包括4名漁夫在內，50歲至80歲的島民僅15人，島上共超過100隻貓棲息。自2000年左右島民數跌破50人以來，貓的數量開始增加。2013年9月，由於拍攝青島貓群生態的照片被刊登在部落格等平台上，青島受到矚目，許多愛貓的觀光客開始紛紛前來，專程為貓而造訪。雖然島上有半數居民並不喜歡貓，但仍表示「總之就是一直共存著」。
截止2018年，島民全為高齡者，人口更是僅剩個位數，島民獨自照料大量貓群已達極限。此外，由於土地狹小，貓隻之間出現近親繁殖，導致部分小貓天生帶有缺陷，諸多問題逐漸浮現。2018年10月，在對岸自費為青島貓進行治療及部分不孕去勢的動物志工，以及公益財團法人「動物基金」等團體，歷經數年對島民的勸說及與大洲市協商後，決定對島上所有貓隻進行全面不孕去勢手術（TNR）。此專案由「動物基金」主辦，並派遣獸醫師、專業人員及設備資材，同時獲得大洲市的補助金、職員協助及縣內外大量志工自主參加。該專案確認的貓隻數量遠超預期，達到211隻，其中手術貓隻172隻，剩餘貓隻已完成手術。由於颱風接近導致日程縮短，仍可能有少數未捕獲及手術的個體。之後亦發現有部分島民暗中隱匿未手術的貓隻，總數增加至220隻以上。儘管目前島上幾乎所有貓隻已接受手術，但仍有部分見人即逃、難以捕捉的個體，少數未接受不孕去勢的貓仍然存在。
自第一期TNR結束後，縣內多個志工團體與個人持續協助追加未手術貓隻的捕捉及手術，並進行疾病治療等行動。最終亦計畫若未來島嶼無人化，能將島上殘留的貓隻救出。為此成立「支援青島貓之會」，透過SNS及群眾募資平台籌措經費。此外在TNR結束後，島上再未發現幼貓，現存的貓全為此前出生的個體。截至2024年10月，仍有約70隻貓棲息於青島。
另外，針對來訪者制定「青島約定」作為規範。內容除了限制餵食及攜帶垃圾離島等一般性要求外，還包含不得打擾島民生活（包括用水須注意）以及禁止將貓帶入下文所述的聯絡船候船室（該處是訪客唯一可以自由停留且能隔絕貓的場所）等項目。

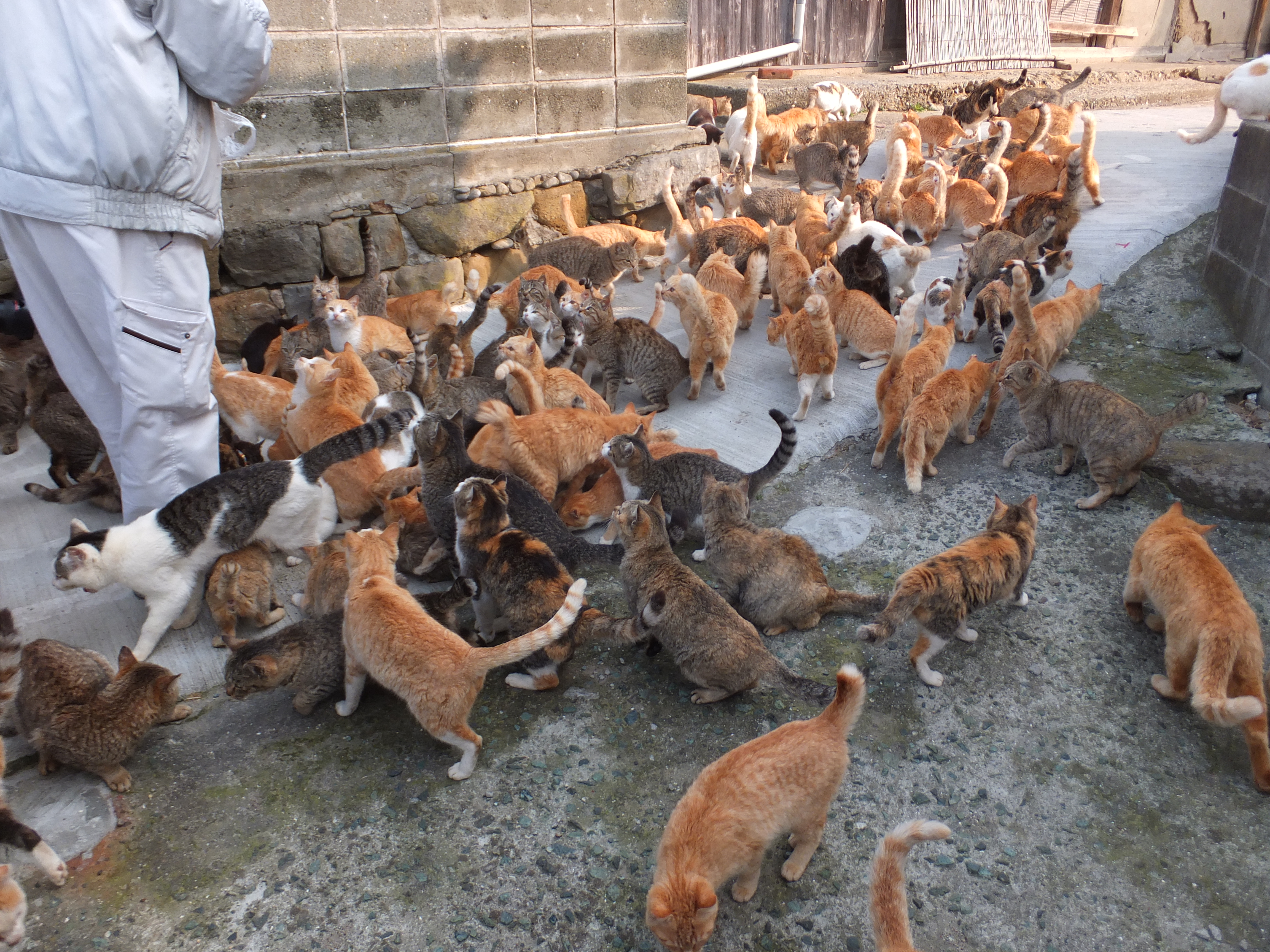
在港口接受島民餵食的貓群。
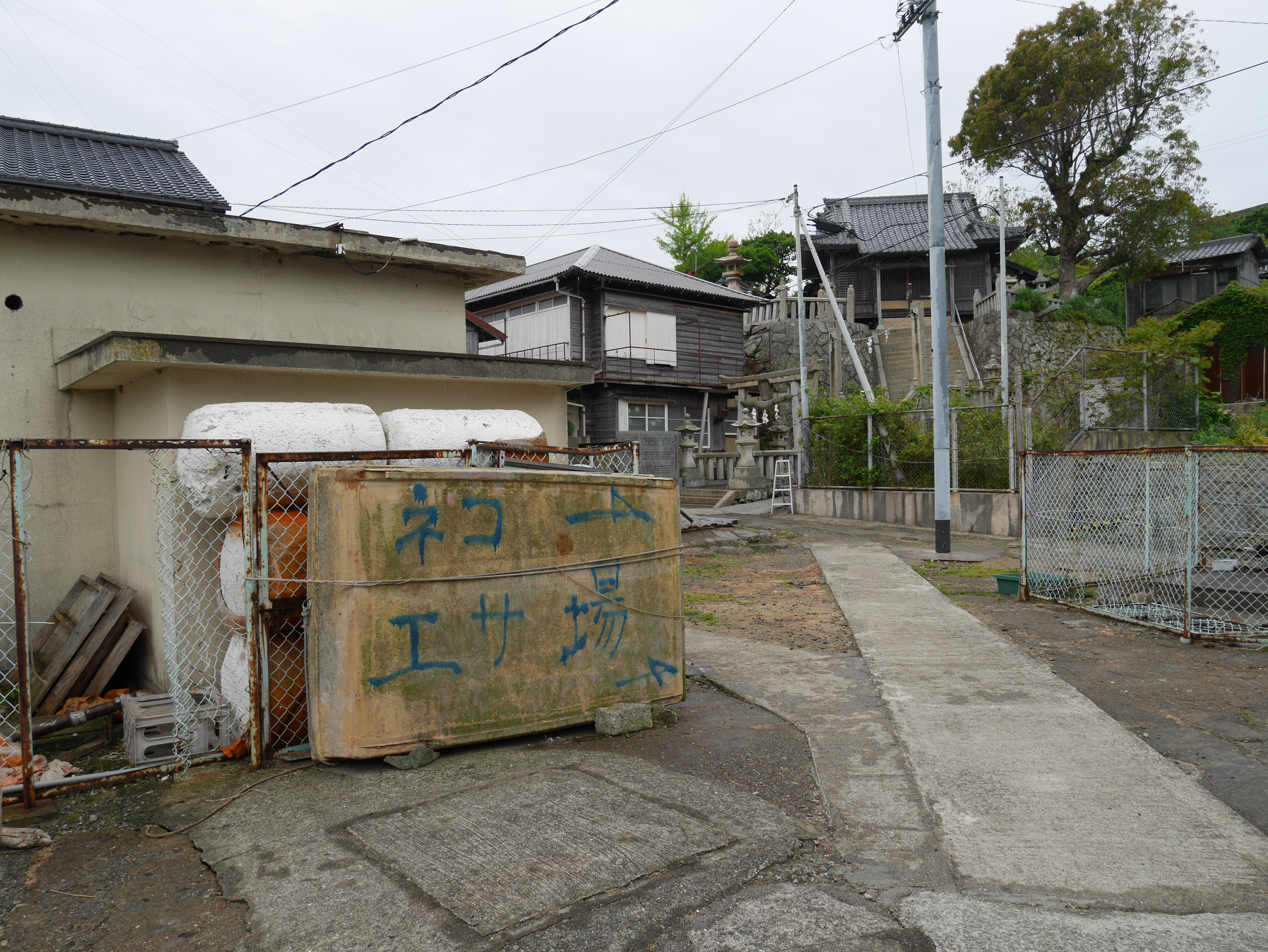
提供外來者餵食貓的專用區域。從港口步行數分鐘即可到達。後方為青島神社。
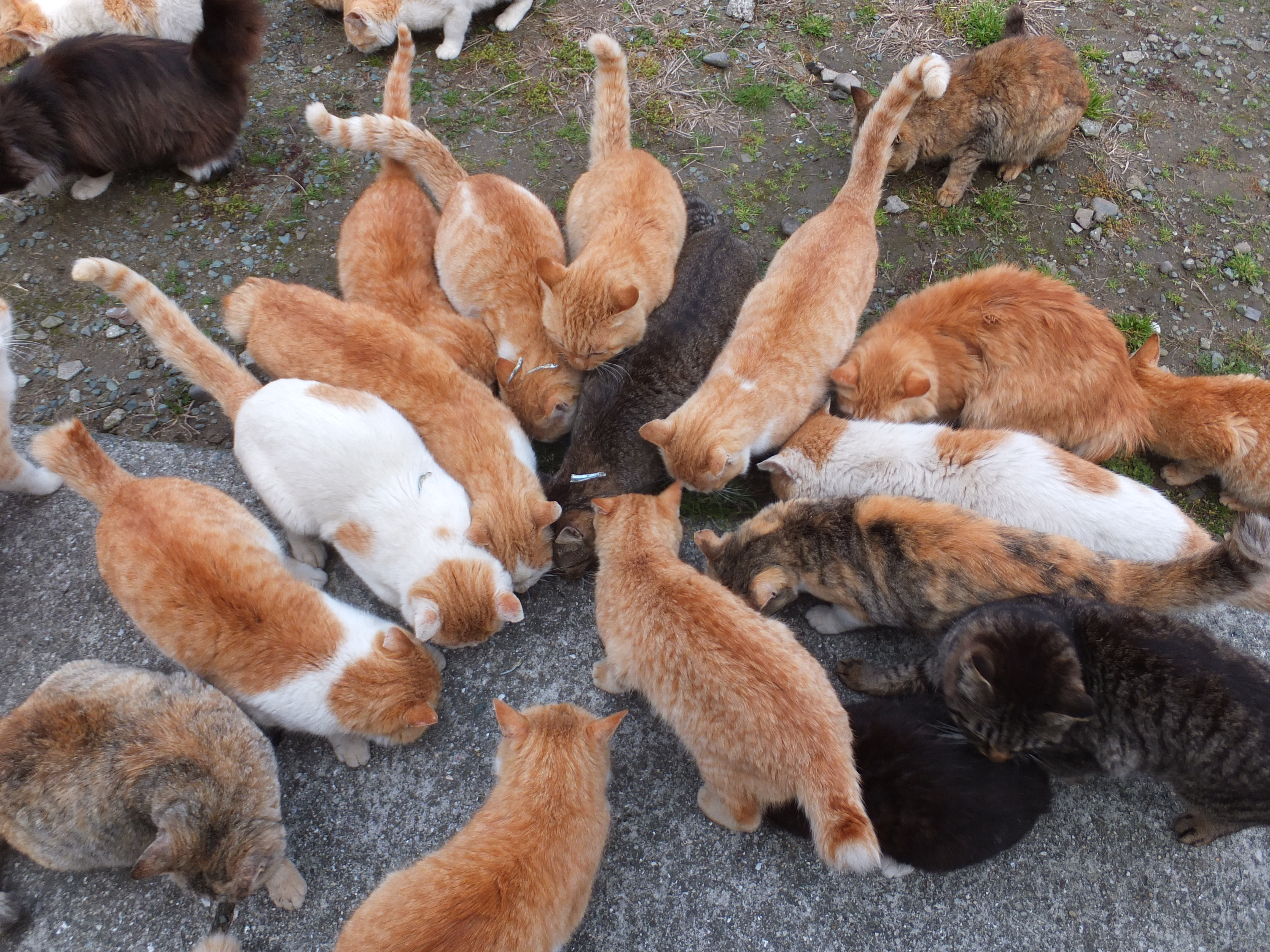
在餵食區進食的貓群。

## 交通
青島海運每日運行青島港至長濱港之間的旅客船，上午、下午各1往返，共2往返。長濱港距伊予長濱站步行約2分鐘，長濱港－青島港之間單程需時約35分鐘。雖為每日運航，但不接受預約。船上除設有獨立廁所，靠牆處也提供電源插座。
惟因天候狀況，可能臨時停航或變更出發時間。由於船隻為小型客船，即使天氣晴朗，只要風浪過大或預期會增強也可能停航。此外，每年10月左右客船會因維修入塢而停航約一週（無其他替代交通手段）。自2019年10月1日起，票價為成人單程700日圓（兒童半價）。但以當日往返為前提，觀光客需在長濱港出發班次的船上購買往返票（成人1,400日圓）。登船時需同時支付票款並登記乘船名簿。
上午班船抵達青島後會立即折返長濱港，下午班船則在青島停留約1小時後再折返。因此無論上午或下午班次，從四國本土往返當日行程皆可行。不過，下午開往青島的班次，其搭乘人數上限為船隻定員（34名）扣除當日上午搭乘青島行班次的人數，確保所有上午上島旅客皆能於下午回程搭船返程。若上午青島行班次已達滿員，則下午班次無法搭乘。此外，由於島民乘船優先，若有島民登船，一般旅客名額需再扣除相應人數（兒童以0.5人計算）。過去曾有JR四國於春至秋季，約每月一次使用包船實施青島一日遊行程。由於島民人口急速減少，且成為無人島只是時間問題，相關人士已暗示該航線未來可能廢止。

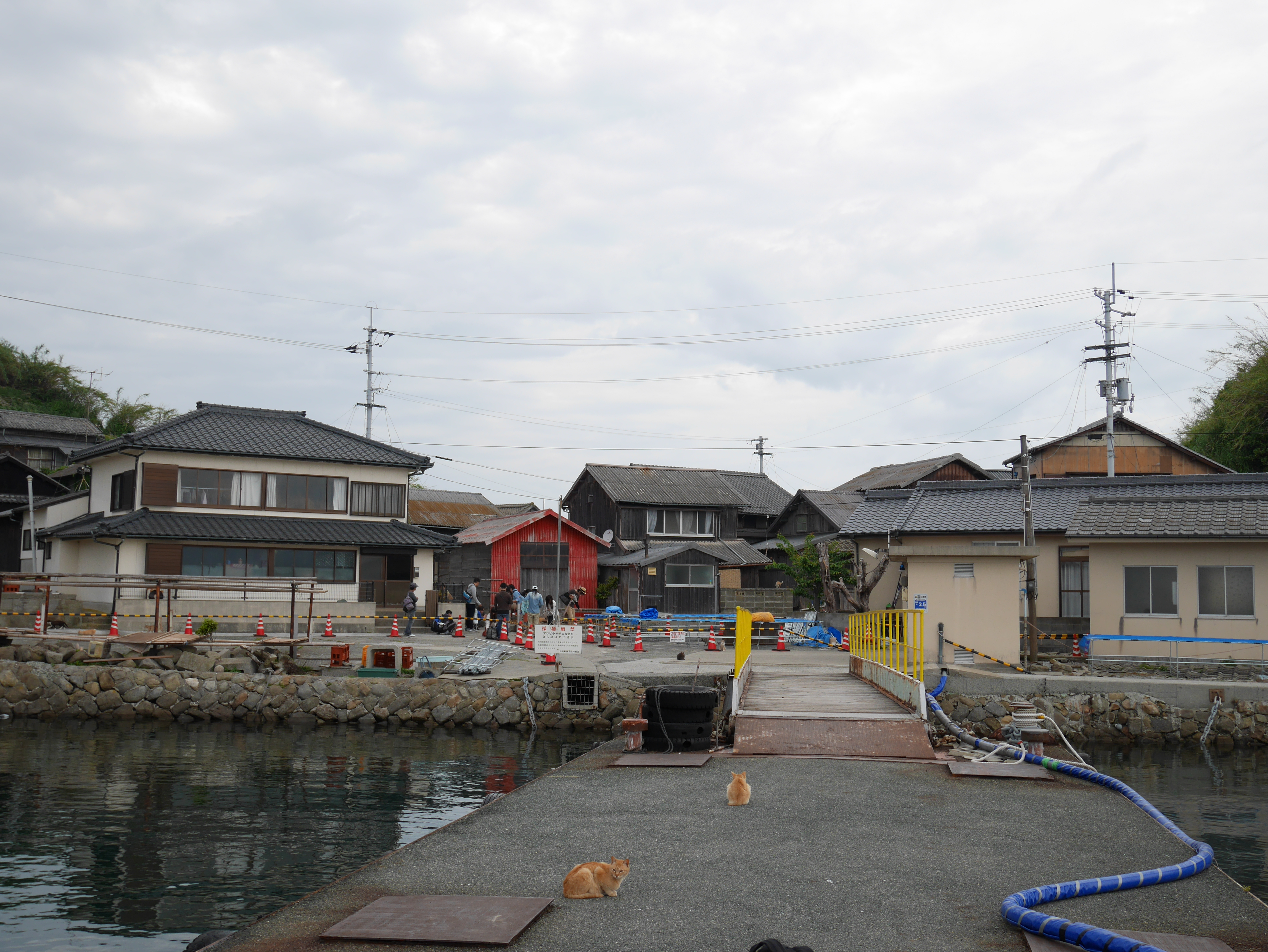
青島港。貓群甚至會來到船舶停靠的乘船處。
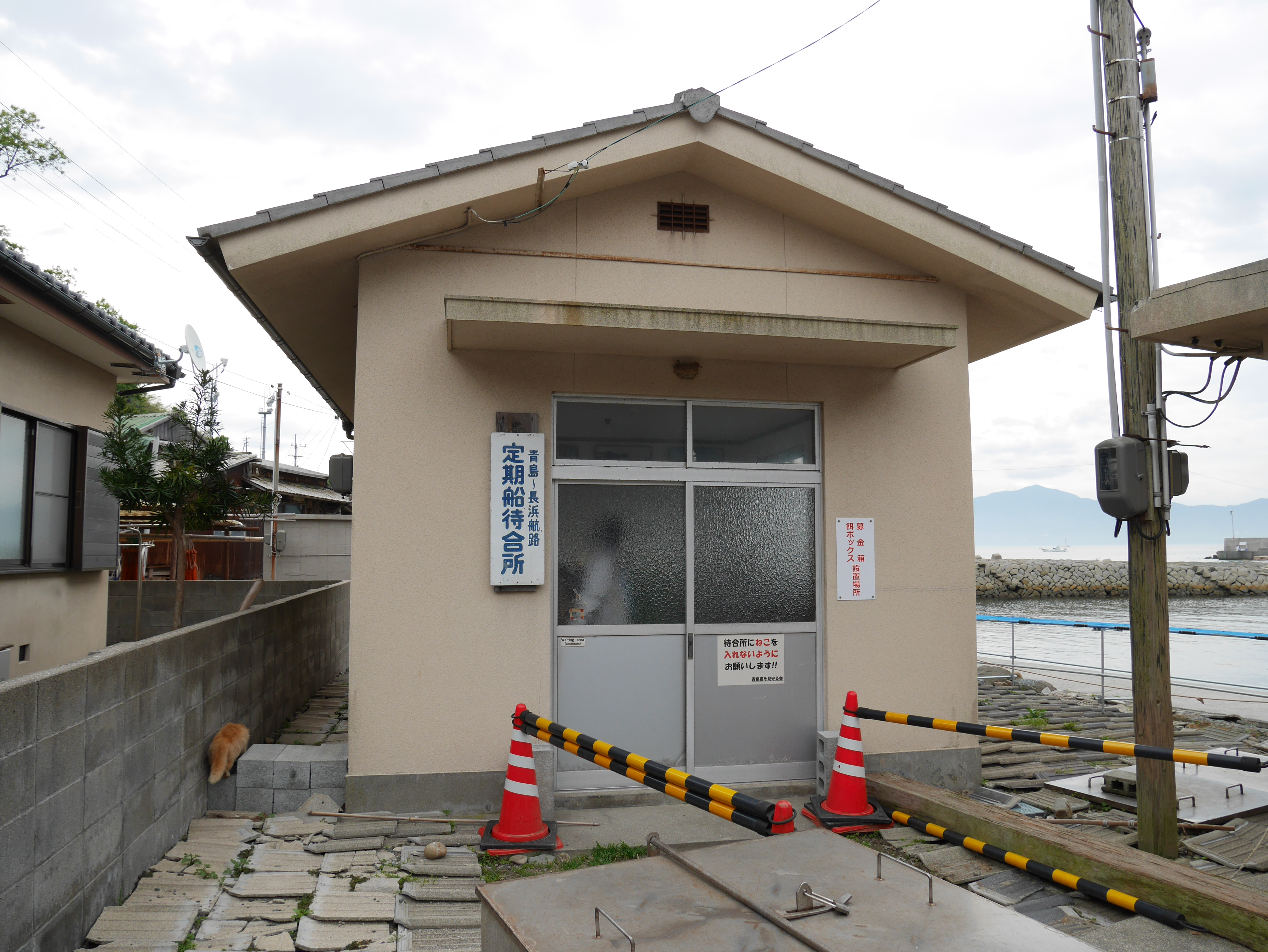
青島港候船室。內設公廁等設施。
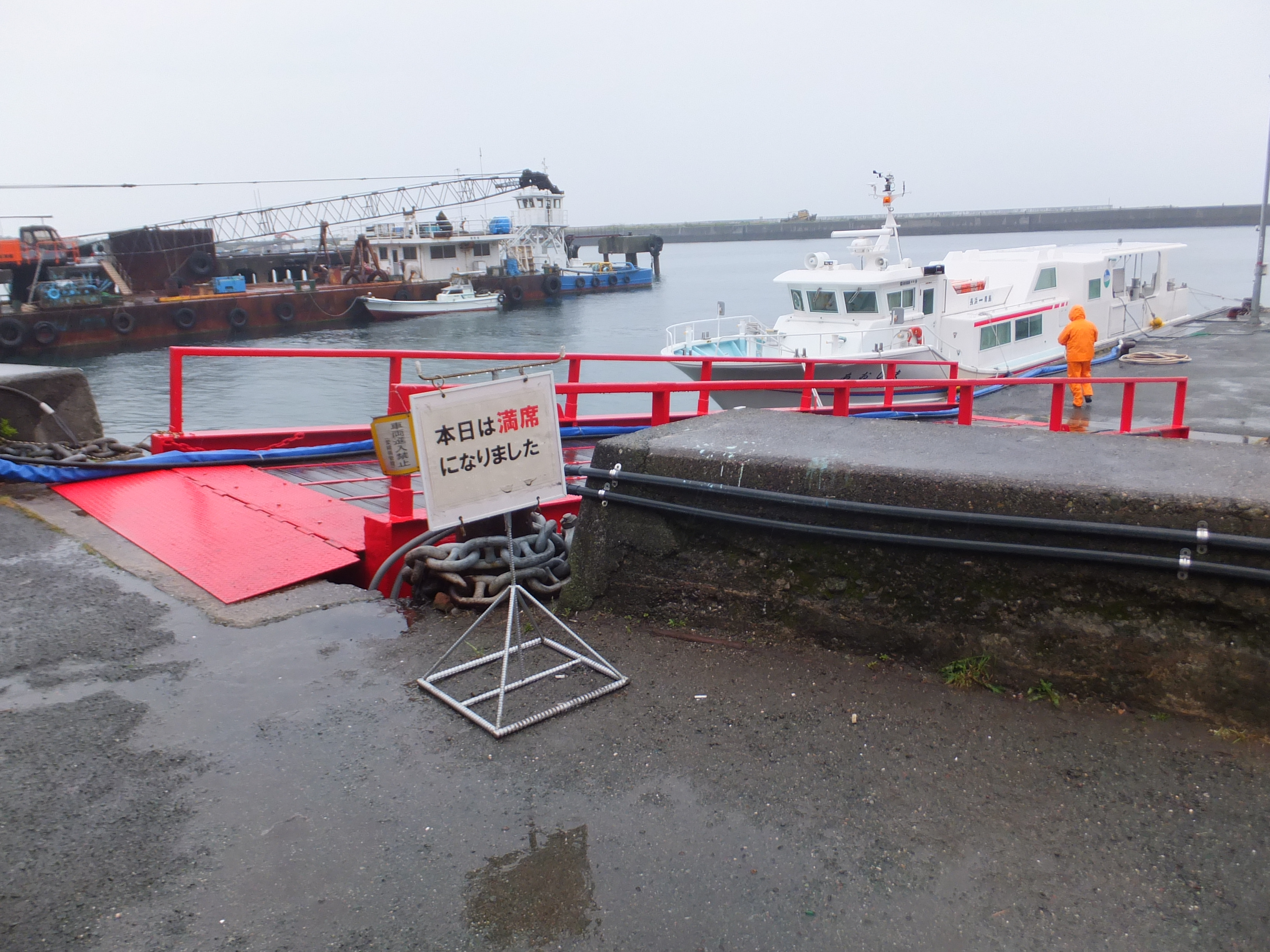
長濱港。從青島返航的定期船停泊於此。

## 另見
具有貓島稱呼的日本島嶼
- 田代岛
- 網地島
- 佐柳島
- 真鍋島
- 相島

## 外部連結
- 国土地理院の地形図（伊予青島）
- 定期旅客船「あおしま」時刻表